# Рачунарски потпомогнуто превођење
Рачунарски потпомогнуто превођење или CAT је начин превођења, приликом кога преводилац користи рачунарски софтвер како би олакшао процес превођења.
Рачунарски потпомогнуто превођење се понекад назива машински потпомогнуто превођење (не треба га мешати са машинским превођењем.) 

 Под појмом рачунарски потпомогнутог превођења не подразумева се аутоматско превођење помоћу Гугл преводиоца, или сличних бесплатних сервиса.

## Преглед
Најпознатији алати за машински потпомогнуто превођење су Wordfast, SDL Trados, memoQ, GlobalSight, MetaTexis, итд. Предности CAT алата су већа брзина при превођењу и побољшање конзистентности. С друге стране, њихове мане су у томе што ови софтвери и даље нису у потпуности поуздани. Многи од наведних програма су компликовани за коришћење и захтевају посебну обуку за коришћење. 
Системи за аутоматско машинско превођење који су данас доступни не могу да произведу квалитетан превод, без икакве помоћи: човек мора да лекторише наведени превод, да поправи грешке и побољша квалитет превода. Рачунарски потпомогнуто превођење (САТ) инкорпорира наведену фазу лекторисања у софтвер, чиме се процес превођења претвара у процес интеракције између човека и рачунара.

## Сет алата
Рачунарски потпомогнуто превођење је широк појам који обухвата широк спектар алата, од једноставних до сложених. Они могу обухватати следеће:
- Преводилачку меморију (TM алате), који се састоје од базе података сегмената текста на изворном језику и њихових превода на један или више циљних језика.[2]
- Алате за проверу правописа, који су уграђени у софтвер за обраду текста, или представљају додатни програм
- Алате за проверу граматике, који су такође уграђени у софтвер за обраду текста, или представљају додатни програм
- Алате за управљање терминологијом, који омогућују преводиоцима да управљају својом базом термина у електронској форми.
- Електронске речнике, једнојезичне или двојезичне речнике.
- Терминолошке базе, којима се приступа на хост рачунару или путем интернета, као што су на пример TERMIUM Plus или Grand dictionnaire terminologique.
- Алате за претрагу текста (или индексери), који омогућују корисницима да пронађу већ преведене текстове или документе различитих врста. Неки од индексера су ISYS Search Software, dtSearch Desktop и Naturel
- Конкорданције, који представљају програме који проналазе речи и изразе у одређеном контексту, као што су битекст или преводилачка меморија